# D.O.C. (Lost)
D.O.C. este un episod al serialului de televiziune Lost, sezonul 3.